# Die Liebe Gottes
Die Liebe Gottes ist das 1999 erschienene Debütalbum von Samsas Traum.
Das Album wurde 2005 bei Trisol wieder veröffentlicht. Die beigelegte 70-minütige Bonus-CD enthält drei Neuinterpretationen, zwei unveröffentlichte Tracks, drei Livemitschnitte und einige Raritäten von vergriffenen Aufnahmen.

## Musikstil
Die Band selbst bezeichnete dieses Album als „märchenhafte Black-Metal-Operette“, eine Bezeichnung, die an das operettenhafte Konzeptalbum The Jilemnice Occultist der tschechischen Black-Metal-Band Master’s Hammer erinnert. Im Gegensatz zu diesem ist Die Liebe Gottes trotz vorhandener Einflüsse kein Black-Metal-Album: Stilistisch lässt sich die Musik als eine Mischung aus extremen Metal mit orchestralen und klassischen Elementen beschreiben, weshalb das Album am besten mit dem „Sammelbegriff“ Dark Metal versehen werden kann.

## Handlung
Lyrisch werden viele bekannte Elemente der deutschen Literatur aufgegriffen, so Goethes Faust I und die Erzählung Die Verwandlung von Franz Kafka. Auch aus dem Film God’s Army wird zitiert.
Das Album erzählt eine fortlaufende Geschichte um die Motive des Bösen, die Verzweiflung des Menschen und die „Liebe Gottes“. Dabei spielt die Geschichte an zwei Orten, dem Himmel und der Erde. Zunächst verlaufen hier zwei Handlungsstränge parallel, später treffen sie jedoch zusammen.
Im Himmel führt der Erzengel Gabriel eine Revolution gegen Gott und seine Getreuen. Sein Motiv ist dabei der Neid, den er gegen die Menschen hegt: Er glaubt sich ungeliebt von Gott, weil dieser den Menschen eine Seele gab, den Engeln aber nicht (vor allem hier finden sich Parallelen zu dem Film God’s Army). Zur gleichen Zeit stirbt auf der Erde das Mädchen Lilith, Geliebte und Seelenverwandte des Mannes Samuel. Samuel äußert den verzweifelten Wunsch, Suizid zu verüben und ihr folgen zu dürfen, Lilith verbietet es ihm jedoch, da Samuels Zeit noch nicht abgelaufen ist und er damit in die Klauen der Hölle geraten würde. Der Kernsatz hier ist: „Das Feuer brennt die Tränen tot, in Liebe ist kein Platz für das Verderben!“. Samuel verflucht darum ob seiner Ohnmacht den untätigen Gott und wird von diesem gemaßregelt. Verzweifelt und von Trauer und Todessehnsucht erfüllt begibt sich Samuel auf eine Odyssee durch die Welt.
In einem Wald schließlich gerät er plötzlich mitten in den Kampf zwischen Gut und Böse, auf einer Lichtung beobachtet er unfreiwillig den Kampf zwischen dem Abtrünnigen Gabriel und dem Engelsfürst Michael. Weil letzterer es versäumt, den Todesstoß gegen seinen ehemaligen Freund Gabriel zu führen, stürzt dieser ihn auf die Erde und fährt erneut zum Himmel hinauf, um sein Werk zu vollenden. Samuel indes eilt zu dem sterbenden Michael, um ihm zu helfen. Von diesem schließlich erfährt er von der Schlacht, die im Himmel tobt und die daraus resultierenden Konsequenzen: Alle sterblichen Seelen sind dazu verdammt, auf der Erde zu verweilen und können nicht in den Himmel auffahren. Samuels einziger Trost, dass seine Lilith ins Paradies eingekehrt ist, zerbricht damit und verzweifelt fragt er Michael, was er tun kann. Der Engel übergibt ihm darum eine Rolle, auf der ein Zauberspruch steht: „Für den ein Böserer als Gabriel die Stimme muss erheben“, womit Luzifer gemeint ist. Samuel, erneut auf eine planlose Reise geschickt, verzweifelt daraufhin noch mehr. Eigentlich doch nur mit dem Vorhaben, einen raschen Tod zu finden, losgezogen, ist er jetzt mit der Verantwortung für das Schicksal der gesamten Menschheit beladen. Auf einem Berg schließlich tritt der letzte wesentliche Akteur auf den Plan: Luzifer selbst. Er versucht Samuel dazu zu bringen, sich zu töten und ihm den Zauberspruch, mit dessen Hilfe er selbst den Himmel niederreißen will, zu übergeben.
Doch Samuel zögert. Ironischerweise ist es ausgerechnet das Auftauchen des Geistes von Lilith, der ihn von der Tat abhalten will, das ihn dazu bringt, sich fallen zu lassen. Erst als Lilith, unfähig ihn zu berühren, vor ihm steht, fasst Samuel seinen Entschluss. Indem er seinen Pakt mit Luzifer schließt, hofft er, für die Menschen eine Legende zu werden und den Krieg im Himmel zu beenden, was die Wiedereröffnung des Paradieses, auch für Lilith, mit sich bringen würde (Luzifer verfolgt dabei natürlich ganz eigene Pläne). So jedenfalls hat der Höllenfürst die Möglichkeit in den Himmel ein zu fallen, wo sich seine und Gabriels Truppen gegenseitig vollständig vernichten. So begegnen sich schließlich die alten Erzfeinde Gabriel und Luzifer im zerstörten Himmel, liefern sich aber nichts weiter als kindische Wortgefechte. Der von Luzifer mitgeschleppte tote Samuel sieht dies aus der Entfernung und erkennt die ganze Lächerlichkeit der beiden mit Hass erfüllten Wesen. Luzifer, der sich schon als Sieger glaubt, verliest nun den Zauberspruch, mit dem er sich erhofft, Gabriel zu vernichten. An dieser Stelle tritt jedoch der nach dem Ende des Krieges sofort in den Himmel geeilte Geist Liliths wieder auf. Sie schwebt zwischen Luzifer und Gabriel und verliest den wahren Inhalt der Rolle, die simplen Worte „Gott liebt dich noch immer!“. Darüber ist der Engel schockiert und bricht unter der Last seiner ungewollten Demut vor Gott und dessen Güte zusammen.
Sein Hass wird plötzlich, angesichts Gottes nie endender Güte zur Lächerlichkeit verdammt. Auch sein Hass auf die Menschen, denn: „Die Liebe Gottes ist die Liebe des Menschen“. Sein ganzer Krieg wird plötzlich des Motivs beraubt und daran muss der „Diktator der Revolution“, der sich doch ungeliebt und gehasst glaubte, zerbrechen. Aber auch Luzifer, der sich zunächst über Gabriel und die Raffinesse Gottes lustig macht, muss erkennen, dass auch er plötzlich zur lächerlichen Figur deklassiert wurde, oder wie Lilith sagt: „Vergeht bei dieser Weltenregel nicht auch dein freudig Zetern?“. Luzifer hasst sich dafür selber und verschwindet mit der Drohung zurückzukehren wieder in der Hölle. Das tote Liebespaar Samuel und Lilith trifft erneut aufeinander und schwört sich, einander niemals wieder zu verlassen („Denn die Liebe höret niemals auf“). Ihr Schicksal ist ungewiss, vermutlich werden sie aber mit Hinblick auf das Album Tineoidea wiedergeboren. Das letzte Stück ist eine persönliche Abhandlung Alexander Kaschtes über die Geschichte.

## Titelliste
| #                            | Titel                                                                    | Länge                           |
| ---------------------------- | ------------------------------------------------------------------------ | ------------------------------- |
| CD 1                         |                                                                          |                                 |
| 1                            | Elite – Vorspiel auf dem Theater                                         | 4:09                            |
| 2                            | Der Prolog im Himmel – Widmung von mir höchstpersönlich an meine Zuhörer | 2:18                            |
| 3                            | Sterbende Liebe – Der Niedergang                                         | 5:12                            |
| 4                            | Tragische Trauertränen – Der Kampf der Himmelswesen                      | 4:02                            |
| 5                            | Der Krieg im Himmel – Die Diktatoren der Revolution                      | 1:45                            |
| 6                            | Satanshimmel voller Geigen – Die Erscheinung des Luzifer                 | 5:44                            |
| 7                            | Flügel aus Wachs – Das Wesen des Erzengels                               | 4:46                            |
| 8                            | Der Einfall im Himmel – Geisterstunde in Eden                            | 4:03                            |
| 9                            | Die Vernichtung des Gabriel – Triumph des Bösen                          | 4:00                            |
| 10                           | Mein Augen sind die Sterne – Das Wesen des Lichtbringers                 | 3:55                            |
| 11                           | Aber die Liebe hört niemals auf – Der purpurnen Leidenschaft Spiel       | 4:23                            |
| 12                           | Epilog auf Erden – Um meines Wandels Willen                              | ErstVÖ: 13:33, Re-Release: 8:31 |
| 13                           | Kugel im Gesicht (9mm) (Samsas Traum Version) Russland Bonustrack        | 5:57                            |
| 14                           | Ein Herz und eine Handvoll Asche Russland Bonustrack                     | 3:48                            |
| CD 2 der Neuveröffentlichung |                                                                          |                                 |
| 1                            | Sterbende Liebe (Neu-Interpretation)                                     | 5:09                            |
| 2                            | Tragische Trauertränen (Neu-Interpretation)                              | 4:40                            |
| 3                            | Satanshimmel voller Geigen (Neu-Interpretation)                          | 5:37                            |
| 4                            | Rache (Unveröffentlicht)                                                 | 3:47                            |
| 5                            | Monster (Unveröffentlicht)                                               | 3:47                            |
| 6                            | Endstation.Eden (Live)                                                   | 5:46                            |
| 7                            | Blut ist in der Waschmuschel (Live)                                      | 7:14                            |
| 8                            | Ein Foetus wie Du (Live)                                                 | 5:43                            |
| 9                            | Meine Augen sind die Sterne (Demo)                                       | 4:13                            |
| 10                           | Aber die Liebe hört niemals auf (Demo)                                   | 4:23                            |
| 11                           | Glück und Asche                                                          | 6:18                            |
| 12                           | Die Solaris Hymne                                                        | 4:26                            |
| 13                           | 20 Schritte Freiheit (Teil I)                                            | 8:37                            |

- 1–3: Neu-Aufnahmen aus dem Jahr 2005
- 4–5: Neue, unveröffentlichte Stücke
- 6–8: Aufgenommen live in Görlitz
- 9–10: Von dem Demo Einblick in ein elitäres Debüt-Album
- 11–12: Von der EP Ipsissima Verba
- 13: Neues Hörspiel, aufgeteilt in vier Teile

## Kritiken
Asmondeus von metal.de zufolge macht Die Liebe Gottes „nach außen hin einen recht ambitionierten Eindruck“, das Album klinge jedoch „unausgereift, so als hätte man keinen klaren Weg vor Augen gehabt“. Die Musik sei „wirklich nicht schlecht gemacht“, der Knackpunkt sei „definitiv der Gesang“, und die gesprochenen Passagen klängen „etwas pubertierend und lächerlich“. Auch dod von Metal Inside bemängelte den Gesang, die Produktion und die musikalischen Fertigkeiten, es gebe jedoch „durch die genial komplexe Struktur des Gesamtwerkes und die ironisch-satirischen Ideen […] ein wirklich tolles Debut ab“.